# Rušení a odrušení
Rušení je jev, při kterém je funkce elektronických zařízení nežádoucím způsobem ovlivňována rušivým vysokofrekvenčním signálem.

## Vznik rušení
Rušivý signál je generován nesprávnou nebo nežádoucí funkcí elektrických zařízení. Může to být i signál původně žádoucí, vyskytující se na nesprávném místě. Příkladem je signál vzdálených televizních a rozhlasových vysílačů, který za určitých atmosférických podmínek dorazí dále než obvykle a mísí se do signálu vysílačů v jiné oblasti a ruší tak příjem. V prostředí domácností a kanceláří vznikají rušivé signály na komutátorech univerzálních motorků drobných elektrických spotřebičů, ventilátorů, mixérů, ručního elektrického nářadí. Rušivý signál se šíří jak elektromagnetickým zářením, tak po elektrorozvodné síti. Projevem je praskání ve zvuku a čáry přes obrazovku. Častým zdrojem rušení jsou nekvalitně vyrobené měniče napětí, které pracují s frekvencemi desítek kHz. Bývají to spínané zdroje malého napětí nebo elektronické předřadníky zářivek. Elektrorozvodná síť, kterou tyto přístroje zamořují rušivým signálem, funguje jako vysílací anténa. V současnosti se navíc prosazuje technologie PLC (Power Line Communication), která využívá elektrorozvodnou síť pro přenos ovládacích signálů elektrických spotřebičů, případně k přenosu datových signálů pro připojení k internetu. Vysokofrekvenční signál je zde šířen záměrně, ale i ten se může stát rušivým signálem. V průmyslu jsou častým zdrojem rušení frekvenční měniče, které řídí otáčky asynchronních motorů ve výtazích, čerpadlech nebo ventilátorech. Stejně nežádoucí mohou být rušivé signály od měničů v dopravních prostředcích: tramvajích, trolejbusech, lokomotivách.

## Šíření rušení
Rušení se může šíři galvanickou vazbou, kapacitní vazbou, induktivní vazbou nebo elektromagnetickým zářením (v přímé nebo sekundární vazbě).

## Odrušení
Odrušení je soubor opatření k zamezení vzniku nebo šíření rušení a současně ke zvýšení odolnosti elektronického zařízení proti vlivům rušivých signálů. Schopnost elektronického zařízení nerušit jiná zařízení a odolávat rušení zvnějšku se nazývá elektromagnetická kompatibilita (EMC). Pro nežádoucí elektromagnetická pole v životním prostředí se používá název elektrosmog.
Odrušení je možné:
- rezistorem
- kondenzátorem (dvoupólovým, nebo průchodkovým koaxiálním nebo nekoaxiálním) zapojeným přímo v rušícím spotřebiči nebo co nejblíže k němu
- indukčností (tlumivkou), která představuje velký odpor pro vysoké frekvence, ale je průchozí pro síťovou frekvenci
- filtrem čili kombinací kondenzátorů a tlumivek zapojených jako pásmová propust, která propustí právě jen síťovou frekvenci
- stíněním, tedy dodatečným vodivým a uzemněným obalem elektronického zařízení nebo kabelu
- pospojováním neživých vodivých částí jak elektrických zařízení, tak budov

Zvláště stínění a pospojování je třeba používat s rozvahou a znalostí věci. Snadno může dojít k zavlečení rušivých signálů i do dosud nepostižených míst.

## Základní obvody pro potlačení rušení
Základní princip při navrhování odrušovacích prostředků je vždy založen na co největším nesouladu se zdrojem rušení v technickém smyslu HF, takže rušení se odráží zpět ke zdroji. Pokud má zdroj rušení vysokou impedanci, musí být nejprve použita kapacitance pro potlačení rušení, protože představuje nízkou impedanci; naopak, v případě zdroje rušení s nízkou impedancí, musí být indukčnost nejprve připojena proti proudu. Protože impedance skutečného zdroje rušení je obvykle neznámá a závislá na frekvenci, v praxi musí být odrušovací obvody vždy přizpůsobeny ve skutečném zapojení podle měření a výsledek kontrolován, viz měření EMC. Obvykle je nutná kombinace kondenzátorů a tlumivek, které musí být upraveny z hlediska absolutních hodnot a frekvenční odezvy na impedanci zdroje rušení. Kromě toho je třeba dodržovat bezpečnostní předpisy (svodový proud, dotyková napětí, dielektrická pevnost, maximální přípustné teploty atd.), návrh odrušovacích obvodů proto vyžaduje velké zkušenosti.

### Odrušování paralelním kondenzátorem

Odrušení paralelním kondenzátorem

Nejjednodušší metodou potlačení rušení je odrušovací kondenzátor zapojený paralelně ke zdroji rušení. Pro rušivé vysokofrekvenční frekvence představuje tato kapacita zkrat, a proto jsou silně tlumeny.

### Potlačení rušení kondenzátory třídy X a Y

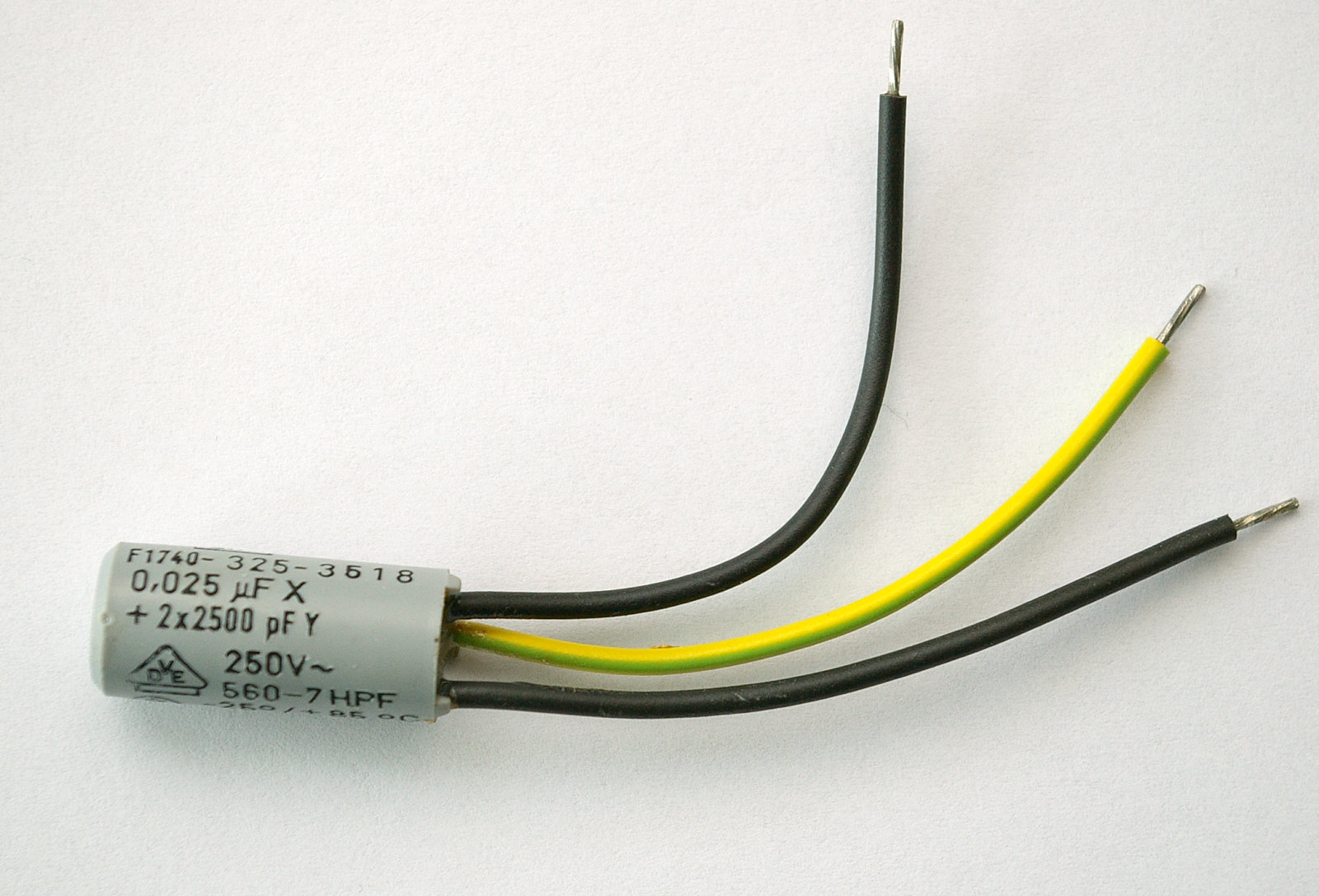
Odrušovací kondenzátor třídy X a Y

Potlačení rušení kondenzátorem třídy X a Y vůči zemi

V tomto zapojení jsou kromě paralelního kondenzátoru dva ochranné odrušovací kondenzátory, které mohou být ve společném pouzdře, připojené k ochrannému vodiči (kostře). Ty dále zvyšují tlumení a přibližují potenciál harmonických k úrovni země.

### Potlačení rušení tlumivkami

Potlačení rušení tlumivkami

Tlumivky v přívodních vedeních k zařízení představují vysoký odpor pro vysokofrekvenční signály, protože indukční reaktance se s rostoucí frekvencí zvyšuje. Zatímco rušivé signály se tlumí, takže nemohou být vysílány do napájecího vedení, síťový proud protéká cívkami téměř bez ztrát.

### Potlačení rušení pomocí kombinace kondenzátor tlumivka

Odrušovací filtr pro stejnosměrné napájení

V SMD obvodech lze použít ferity místo cívek.
Toto vysoce kvalitní potlačení rušení tlumí rušivé signály přes kondenzátory. Slabé zbytkové signály jsou do značné míry odděleny od přívodních vedení tlumivkami. Podle požadované kvality potlačení rušení lze u tohoto typu obvodu použít i několik stupňů za sebou. V případě zařízení, která jsou citlivá na rušení, je „síťové potlačení rušení“ často instalováno v napájecím vedení, která mají tlumivky jak před kondenzátory tak za kondenzátory. Účelem tohoto potlačení rušení je potlačit signály z jiných zdrojů rušení, které jsou superponovány na napájecí napětí.

## Speciální vlastnosti odrušovacích kondenzátorů
Každý kondenzátor má kromě svého kapacitního odporu také malou indukční složku. Protože tento indukční odpor zhoršuje účinek kondenzátoru se zvyšující se frekvencí, vyrábějí se pro účely potlačení rušení speciální kondenzátory s velmi malým indukčním odporem.

## Bezpečnostní aspekty odrušovacích obvodů
U zařízení s kondenzátory Y teče malý, tzv. svodový proud, proud vždy ochranným vodičem. Pokud je ochranný vodič přerušen v případě poruchy, může být na vodivých částech zařízení přítomno napětí, které může způsobit úraz elektrickým proudem. Svodový proud, a tedy velikost kondenzátorů Y, je proto u zařízení napájených ze sítě omezený.